# Parc naturel régional des Alpes apuanes
Le parc naturel régional des Alpes apuanes (en italien : Parco naturale regionale delle Alpi Apuane) est un parc régional situé à l'intérieur des Alpes apuanes  en Toscane.

## Territoire
Les zones géographiques du parc sont :
- Garfagnana (territoires appartenant à la province de Lucques, situés à l'intérieur des Alpes apuanes) ;
- Massa-Carrara (territoires appartenant à la province de Massa-Carrara) ;
- Versilia (territoires appartenant à la province de Lucques, situés du côté maritime des Alpes apuanes).

Cette réserve naturelle, créée en 1985 sur 54 000 ha, a été réduite  à 20 598 ha en 1997. Depuis 2012, le parc fait partie du Réseau mondial des Géoparcs de l'UNESCO.  Il existe également une proposition visant à le fusionner avec le parc national de l'Apennin tosco-émilien voisin déjà existant.

## Description
Les Alpes apuanes contiennent environ 50 % de la biodiversité toscane, y compris certains endémismes. Parmi la flore et la faune, on trouve également des espèces rares et reliques, dont le triton alpestre, menacé par la carrière de Valsora. 
Il est à noter que le district Apuan fait partie du réseau Natura 2000 et comprend des zones de haut intérêt environnemental telles que les zones importantes pour les oiseaux et la biodiversité de la Birdlife International, les zones de protection spéciale (ZSC), les zones spéciales de conservation(ZPS) , les sites d'intérêt communautaire (SIC), l'oasis du WWF, l'oasis LIPU et les zones de pertinence herpétologique. En outre, il existe une collaboration active entre le parc national des Apennins toscans-émiliens et le parc régional des Alpes apuanes pour la protection du loup.
Même du point de vue de la randonnée, de l'alpinisme et de la spéléologie, les Alpes apuanes sont une zone précieuse, pleine de sentiers, de via ferrata (celle du Monte Procinto (it), ouverte en 1893, est la plus ancienne d'Italie), de voie d'escalade et de cavités karstiques, souvent menacé par les carrières restées en exploitation. En 2021, le Club alpin italien a proposé la création d'un parc culturel Apuan.
En outre, il existe dans la région des urgences historiques, artistiques et archéologiques, dont certaines sont liées à la même activité minière ancienne. En 2000, par une loi nationale toujours en vigueur, la création du Parc archéo-minier des Alpes apuanes a été décrétée pour protéger les témoignages de l'exploitation minière ancienne de l'activité minière actuelle, mais dont la création effective a cependant est suspendue depuis 2006, malgré les avis favorables des autorités locales. Pour surmonter les retards, le parc naturel régional des Alpes apuanes a créé en 2003 le Système de musée d'archéologie minière des Alpes apuanes. Il existe également des témoignages de la Ligne Gothique , de la résistance italienne et de la Seconde Guerre mondiale, comme le parc national de la Paix de Sant'Anna di Stazzema et le parc de la Résistance du mont Brugiana.
Le parc comprend une grande variété de milieux montagnards et vallonnés et les célèbres carrières de marbre blanc , autour desquelles s'est développée une âpre bataille politique et juridique entre les industriels détenteurs des concessions d'un côté et les écologistes de l'autre, qui luttent pour leur fermeture.

### Curiosités

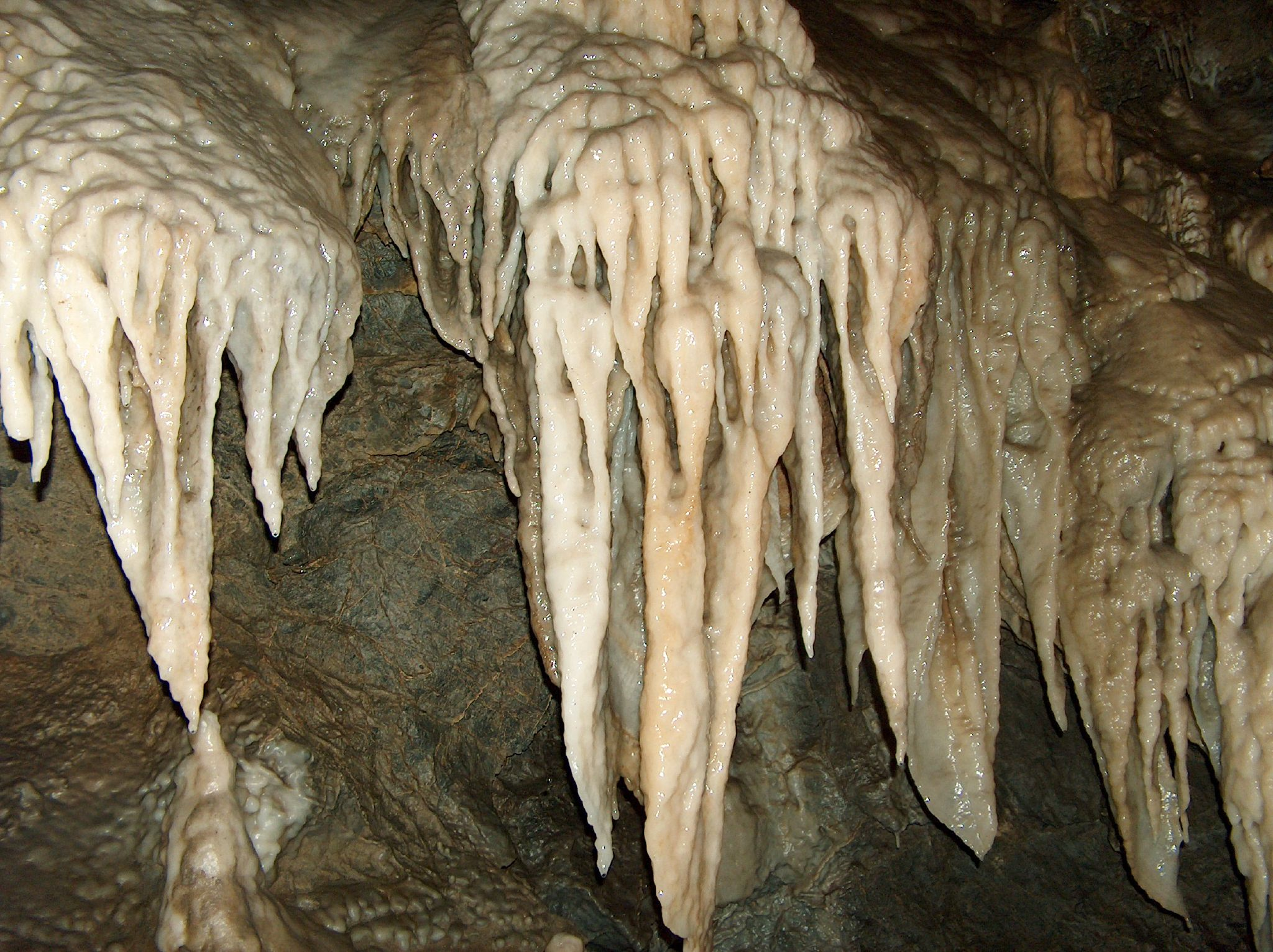
Grotte du vent.

- La grotte du vent, un immense complexe souterrain récemment utilisé pour les visites touristiques. Cette grotte est considérée par les experts comme une véritable encyclopédie naturelle compte tenu de l’incroyable variété de roches et de minéraux présents. De plus, c'est aussi la seule grotte en Europe à offrir la possibilité de choisir entre trois itinéraires différents tant en termes de longueur du trajet que de durée.
- La grotte de Corchia, une grotte ouverte au public et récemment équipée pour les visites, est la plus grande grotte d'Italie et est située sur le mont Corchia du côté de la Versilia. La partie explorée jusqu'à présent par les spéléologues fait environ 75 km tandis que celle qui peut être visitée par les touristes comprend un itinéraire d'environ 2 km.